# Доњи Кнегинец
Доњи Кнегинец је насељено место у саставу општине Горњи Кнегинец у Вараждинској жупанији, Хрватска. До територијалне реорганизације у Хрватској налазио се у саставу старе општине Вараждин.

## Становништво
На попису становништва 2011. године, Доњи Кнегинец је имао 743 становника.

## Попис1991.
На попису становништва 1991. године, насељено место Доњи Кнегинец је имало 733 становника, следећег националног састава:
| Попис 1991.‍  | Попис 1991.‍  | Попис 1991.‍ | Попис 1991.‍ | Попис 1991.‍ |
| ------------ | ------------ | ----------- | ----------- | ----------- |
|              |              |             |             |             |
| Хрвати       | Хрвати       |             | 714         | 97,40%      |
| Муслимани    | Муслимани    |             | 6           | 0,81%       |
| Мађари       | Мађари       |             | 1           | 0,13%       |
| Словенци     | Словенци     |             | 1           | 0,13%       |
| Срби         | Срби         |             | 1           | 0,13%       |
| неопредељени | неопредељени |             | 4           | 0,54%       |
| непознато    | непознато    |             | 6           | 0,81%       |
| укупно: 733  |              |             |             |             |